# Baruch Adonai Le’Olam (Maariw)
Baruch Adonai L’Olam (hebräisch בִּרְכַּת בָּרוּךְ ה' לְעולָם - יִרְאוּ עֵינֵינוּ) ist ein Gebet, das unmittelbar vor dem Achtzehnbittengebet während des jüdischen Abendgebetes Maariw vorgetragen wird.

## Beschreibung
Es enthält 18 Verse. Ihm folgt der Segensspruch „Jir'u eijneijnu“ (hebräisch יִרְאוּ עֵינֵינוּ „können unsere Augen sehen“). Das Gebet entstand in talmudischer Zeit, als Synagogen in Wohngebieten nicht gebaut werden durften und das jüdische Abendgebet auf den Feldern abgehalten werden musste. Daher nahmen diese 18 Verse den Platz des Achtzehnfürbittengebets ein. Das Achtzehnfürbittengebet selbst wurde anschließend in den privaten Wohnhäusern vorgetragen. Am Ruhe- und Feiertag wurde dieses Gebet nicht vorgetragen. So wurde das Schma Jisrael und seine Segenssprüche nicht vom Achtzehnfürbittengebet getrennt.